# Pechau
Pechau is een plaats en voormalige gemeente in de Duitse deelstaat Saksen-Anhalt, en maakt deel uit van de gemeente Maagdenburg.
Pechau telt 564 inwoners.

## Geschiedenis
In 1994 is de toenmalige zelfstandige gemeente geannexeerd door Maagdenburg.

## Bestuurlijke indeling
Pechau was bestuurlijk onderdeel van:
| Van        | Tot        | Als       | Van                             |
| ---------- | ---------- | --------- | ------------------------------- |
| *          | 1990 ?     | gemeente  | Landkreis Jerichow I/Kreis Burg |
| 1990 ?     | 01-07-1994 | gemeente  | Kreis Schönebeck                |
| 01-07-1994 |            | Stadtteil | Maagdenburg                     |

* Wordt in 1910, 1933 en 1939 genoemd